# Charles Périn
Charles Henri Xavier Périn (født 29. august 1815 i Mons, død 4. april 1905) var en belgisk nationaløkonom.
Périn var i årene 1844—81 professor ved Universitetet i Louvain. Hans skrifter omhandler for en større del, fra et udpræget katolsk standpunkt, forholdet mellem religion og økonomi med genoprettelsen af det middelalderlige patronats- og korporationsforhold som tendens. Trods sine indrømmelser til en kristelig-social reformpolitik, baseret på broderskabs- og solidaritetsfølelse, var han en udpræget reaktionær ånd. Hans vigtigste værker er De la richesse dans les sociétés chrétiennes (2 bind, 1861), Les lois de la société chrétienne (2 bind, 1875) og Les doctrines économiques depuis un siècle (1880), alle blandt andet oversatte til tysk. Périns skrift Le patron, ses fonctions, ses dévoirs (1886) er det med størst autoritet formulerede program for den socialøkonomiske 
skole, der mener, at arbejderspørgsmålet løses ved, at arbejdsherrerne faderlig velmenende tager sig af deres undergivne, idet begge parter foreholdes at rette sig efter kirkens bud.